# アントニー・アシュリー＝クーパー (第4代シャフツベリ伯爵)
第4代シャフツベリ伯爵アントニー・アシュリー＝クーパー（英語: Anthony Ashley-Cooper, 4th Earl of Shaftesbury FRS、1711年2月9日 – 1771年5月27日）は、グレートブリテン王国の貴族、慈善家。

## 生涯
第3代シャフツベリ伯爵アントニー・アシュリー＝クーパーとジェーン・ユーア（Jane Ewer、1751年11月23日没、トマス・ユーアの娘）の一人息子として、1711年2月9日に生まれた。1713年2月15日に父が死去すると、シャフツベリ伯爵の爵位を継承した。
1732年、父の著作『人間，慣習，世論及び時代の諸特質』（Characteristics of Men, Manners, Opinions, Times）の新版を出版したが、この著作はイギリス啓蒙運動における重要な著作の1つであり、歴史学者のベンジャミン・ランド（Benjamin Rand）は第3代シャフツベリ伯爵を「現代で最も偉大なストア派」（greatest Stoic of modern times）と賞賛した。ほかにも高祖父にあたる初代シャフツベリ伯爵の伝記をベンジャミン・マーティンらに依頼、このときの縁でアメリカにおけるジョージア植民地設立のための信託の秘書であるマーティンと知り合いになり、1733年にはシャフツベリ伯爵が信託の第1回総会で会員の1人に選出された。
1734年、ドーセット統監に任命された。
1754年3月28日、王立協会フェローに選出された。
1771年5月27日に死去、長男アントニーが爵位を継承した。

## 家族
1724年3月12日、スザンナ・ノエル（Susannah Noel、1758年6月20日没、第3代ゲインズバラ伯爵バプティスト・ノエルの娘）と結婚したが、2人の間に子供はいなかった。1759年3月20日、メアリー・ブーヴェリー（Mary Bouverie、1804年11月12日没、初代フォルクストーン子爵ジェイコブ・ブーヴェリーの娘）と再婚、2男1女を儲けた。
- アントニー（1761年 – 1811年） - 第5代シャフツベリ伯爵、子供あり
- クロプリー（英語版）（1768年 – 1851年） - 第6代シャフツベリ伯爵、子供あり
- メアリー・アン（1854年7月8日没） - 1788年4月14日、チャールズ・スタート（Charles Sturt、1812年5月12日没）と結婚、子供あり